# Sandy Gilchrist (Radsportler)
Sandy Gilchrist (* 25. März 1946 in Peebles (Schottland)) ist ein ehemaliger britischer Radrennfahrer und nationaler Meister im Radsport.

## Sportliche Laufbahn
Gilchrist war im Straßenradsport aktiv. Er gewann eine Vielzahl britischer Eintagesrennen, Einzelzeitfahren und Tagesabschnitte von Etappenrennen. Gilchrist war Mitglied der britischen und der schottischen Nationalmannschaft.
1970 siegte er in der Schottischen Meisterschaft im Bergzeitfahren, bis 1976 konnte er den Titel verteidigen. 1978, 1979, 1980, 1981, 1982 war er erneut im Titelrennen erfolgreich. 1971 und 1976 holte er den schottischen Titel im Straßenrennen, 1974, 1975, 1976, 1977, 1982, 1983, 1984 den im Einzelzeitfahren jeweils über verschiedene Distanzen.1972 wurde er Meister im Paarzeitfahren. 1980 gewann er eine weitere Meisterschaft, er siegte mit Joe Waugh, Eddie Adkins und Ian Cammish im Mannschaftszeitfahren der britischen Meisterschaften.
Die Internationale Friedensfahrt fuhr er zweimal. 1972 schied er aus, 1973 wurde er 75. der Gesamtwertung.

## Berufliches
Gilchrist eröffnete 1968 Fahrradgeschäft in Edinburgh. Er war als Mechaniker der britischen Nationalmannschaft tätig und in dieser Funktion betreute er die britischen Olympiateilnehmer bei den Olympischen Sommerspielen von 1988 bis 2020. Auch bei den UCI-Straßen-Weltmeisterschaften, den Commonwealth Games und bei internationalen Rundfahrten war er im Einsatz.